# 박주봉
박주봉(朴柱奉, 1964년 12월 5일 ~ )은 대한민국의 전 배드민턴 선수이다. 전북특별자치도 임실군에서 태어나 한국체육대학교를 졸업했다. 1980년대 초부터 1990년대 중반까지 복식 전문 선수로 활동하면서 뛰어난 성적을 거두어, 역대 최고의 복식 선수로 평가받기도 한다.
BWF 월드 챔피언십에서 총 5회 우승(남자 복식 2회, 혼합복식 3회)하여 역대 선수들 중 가장 많은 월드 챔피언십 타이틀을 보유하고 있다. 전영오픈 배드민턴 챔피언십에서도 9회 우승했으며, 올림픽에서는 배드민턴이 정식 종목으로 처음 지정된 1992년 하계 올림픽에 첫 출전해 남자 복식 금메달을 획득했고, 1996년 하계 올림픽 혼합 복식 은메달도 획득했다.
복식 전문 선수였지만 단식 경기력 또한 세계 톱 클래스 수준으로, 선수 생활 초기에 토마스 컵 단식 등에서 의미있는 성적을 보여주기도 했다. 그의 강점은 뛰어난 유연성과 리치, 스피드 및 순발력, 그리고 파워에 있었다.

## 올림픽 기록

### 1992년 하계 올림픽
1992년 하계 올림픽 배드민턴 남자 복식에 김문수와 조를 이루어 출전하여 금메달을 획득했다. 결승전에서 인도네시아의 에디 하토노와 루디 구나완 조를 만나 15-11, 15-7로 승리하였다.

### 1996년 하계 올림픽
1992년 하계 올림픽을 마감한 후 잠시 셔틀콕을 내려놓았다가, 1996년 하계 올림픽에 참가하기 위해 현역으로 복귀했다. 1996년 하계 올림픽에는 라경민과 혼합 복식에 출전하여 은메달을 획득하였다. 결승전에서 같은 대한민국의 김동문, 길영아 조를 만나 13-15, 15-4, 15-12로 패했다. 올림픽을 마감한 후 현역에서 은퇴했다.

## 주요 성적
| 순위            | 종목                | 연도                                                | 개최지                   |
| --------------- | ------------------- | --------------------------------------------------- | ------------------------ |
| 월드 챔피언십   |                     |                                                     |                          |
| 1 1             | 남자 복식 혼합 복식 | 1985                                                | 캘거리, 캐나다           |
| 1               | 혼합 복식           | 1989                                                | 자카르타, 인도네시아     |
| 1 1             | 남자 복식 혼합 복식 | 1991                                                | 코펜하겐, 덴마크         |
| 3               | 남자 복식           | 1983                                                | 코펜하겐, 덴마크         |
| 3               | 남자 복식           | 1987                                                | 베이징, 중국             |
| 아시안 게임     |                     |                                                     |                          |
| 1 1             | 남자 복식 혼합 복식 | 1986                                                |                          |
| 1               | 혼합 복식           | 1990                                                |                          |
| 아시아 챔피언십 |                     |                                                     |                          |
| 1 1             | 남자 복식 혼합 복식 | 1991                                                | 쿠알라룸푸르, 말레이시아 |
| 월드 그랑프리   |                     |                                                     |                          |
| 1 1             | 남자 복식 혼합 복식 | 1985, 1986, 1989, 1990 1986, 1989, 1990, 1991, 1996 | 전영 오픈                |
| 1 1             | 남자 복식 혼합 복식 | 1991, 1992 1991                                     | 코리아 오픈              |
| 1               | 남자 복식           | 1991                                                | 인도네시아 오픈          |
| 1               | 남자 복식           | 1991                                                | 싱가포르 오픈            |

## 지도자 경력
은퇴 후에는 주로 해외에서 지도자로 활동했다. 1997년에 영국 국가대표팀의 코치를 맡은 것을 시작으로 지도자로 나선 그는 1999년부터 말레이시아 국가대표팀을 맡아 2002년까지 코치로 활동했다.
이후 대한민국으로 돌아와서 2004년 하계 올림픽을 앞두고 복식 전담 코치로 선임되어 김동문-하태권 조의 복식 금메달에 기여했다. 2004년 하계 올림픽을 마감한 후 일본 국가대표팀 감독을 맡았다. 2008년 4월 연장계약을 통해 2011년까지 일본 국가대표팀을 이끌 예정이다. 2016년 하계 올림픽에는 일본 여자 국가대표 배드민턴 역사상 최초의 여자 복식 금메달을 이끌었다.
2024년까지 일본 국가대표팀을 맡고 감독직에서 물러났다.
2025년 4월 4일 대한민국 배드민턴 국가대표팀 감독으로 선임됐다.

## 학력
- 전주풍남초등학교
- 전주서중학교
- 전주농림고등학교
- 한국체육대학교 체육학 학사
- 한국체육대학교 대학원 체육학 석사 (1989)
- 순천향대학교 대학원 체육학 박사 (2009)[3]